# Озаринцы
Оза́ринцы (укр. Озаринці) — село в Могилёв-Подольском районе Винницкой области Украины.
Население по переписи 2001 года составляет 1987 человек. Почтовый индекс — 24041.
Телефонный код — 4337.
Занимает площадь 5,03 км².

## История
Год первого письменного упоминания — 1431.
В Озаринцах найдены погребения с трупоположениями трипольской культуры.
В документах 1600—1629 гг. вместо Озаринцы чаще встречается название Ожаринцы. В 1657 году, на крутом правом берегу р. Немийки, была построена каменная крепость, одновременно с крепостью казаками полковника Остапа Гоголя была построена водяная мельница (действующая до сегодняшнего дня), которая стоит выше уровня р. Немийки. В 1921—1923 гг. село Озаринцы было районным центром со своим почтовым отделением и телефоном. Райцентр охватывал 16 сёл.

## Религия
В селе действует храм Рождества Пресвятой Богородицы Могилёв-Подольского благочиния Могилёв-Подольской епархии Украинской православной церкви.

## Адрес местного совета
24041, Винницкая область, Могилёв-Подольский р-н, с. Озаринцы, пр. Щорса, 10, тел. 38-2-42, 38-2-18

## Уроженцы
- Элиза Гринблат — американская еврейская поэтесса, песенник.
- Борис Наумович Хандрос — кинодраматург.